# El Madroño
El Madroño er en by og kommune i det sydlige Spanien i provinsen Sevilla. Den har et indbyggertal på 305 (2024) indbyggere.